# Hodge Escarpment
Hodge Escarpment (in lingua inglese: Scarpata Hodge) è una scarpata montuosa antartica situata a nordest dell'Henderson Bluff, nel fianco nordoccidentale della Lexington Table, nel Forrestal Range dei Monti Pensacola, in Antartide. 
La denominazione è stata assegnata dall'Advisory Committee on Antarctic Names (US-ACAN) in onore di Steven M. Hodge, geofisico dell'United States Geological Survey (USGS), che aveva lavorato nel Dufek Massif e nel Forrestal Range nel periodo 1978–79.